# Ларвик (коммуна)
Ларвик (норв. Larvik) — коммуна в губернии Вестфолл в Норвегии. Административный центр коммуны — город Ларвик. Официальный язык коммуны — букмол. Население коммуны на 2025 год составляет 41 794 чел. Площадь коммуны Ларвик — 534,66 км², код-идентификатор — 0709.

## История
В 800-е годы в эпоху викингов в Виксфьорде в 5 км от центра Ларвика находился торговый пост Каупанг. Портовый город был хорошо спрятан за полуостровом Ламея.
Город Ларвик был основан как муниципалитет 1 января 1838 года. 1 января 1988 года к Ларвику были присоединены г. Ставерн (с населением 5 тыс.) и сельские местности Брюнлянес, Гедрум и Тьйоллинг. Муниципальный район Ларвик тоже включает сельские местности Невлюнггавн (местно известен как Лёген), Хельгероа, Квельде и Варнес.
Экономика состоит в значительной степени из сельского хозяйства, торговли, услуг, легкой промышленности и транспорта. Ларвик имеет ежедневное паромное сообщение с г. Хиртсхальс в Дании.
Выдающиеся географические места включают озеро Фаррис и реку Нумедальслёген (известная также как Лёген), которая заканчивается восточнее Ларвика. Ларвик тоже известен своими минеральными источниками — Фаррискильдене, минеральные воды которых распространяются и продаются в бутылках под брендом Farris. Среди исторических памятников, в местности Каупанг в муниципальном сельском районе Тьйоллинг находятся развалины средневекового торгового центра Скирингссаль. Ларвик тоже славится как самое северное место распространение буковых деревьев (лат. Fagus sylvatica) — лес Бёкескуген (норв. буковый лес).
В Ларвике снято три сезона детективного сериала «Вистинг».

## История населения коммуны
Население коммуны за последние 60 лет.

## Известные жители
В Ларвике родился известный путешественник Тур Хейердал.

## Галерея
- Вид на берег Торстранд, г. Ларвик
- Положение Ларвика на карте Норвегии